# Поль Місракі
Поль Місракі́ (також — Мізракі́) (фр. Paul Misraki, справжнє ім'я — Поль Марі Місрачі (фр. Paul Marie Misrachi); 28 січня 1908, Константинополь, Османська імперія (нині Стамбул, Туреччина) — 29 жовтня 1998, Париж, Франція) — французький композитор популярної музики та кінокомпозитор, який, починаючи з 1931 року, написав музику до понад 130 кіно- і телефільмів.

## Біографія та творчість
Поль Місракі народився 28 січня 1908 року в Константинополі (нині — Стамбул) у французько-єврейській сім'ї італійського походження. Проявив ранні здібності до музики. У чотири роки Поль вперше сів за фортепіано, а свій перший вальс склав у семирічному віці, який його мати записала на нотному папері. У 1917 році Поль Місракі поїхав до Парижа вивчати класичні композиції. Під час навчання в ліцеї Жансон-де-Саї він зустрівся з Реєм Вентурою, який на той час вже створив невеликий аматорський джаз-оркестр. Після вдосконалення своїх музичних навичок у Шарля Кеклена, Місракі приєднався у 1929 році до Вентури, де почалася його кар'єра диригента. До 1930-х Місракі став джазовим піаністом, аранжувальником і автором популярних пісень, в цей же час він почав писати музику для кінофільмів.
Першим фільмом, у якому Поль Місракі вказаний в титрах, став водевіль 1931 року, поставлений Жаном Ренуаром, «Проносне для дитини». У цьому ж році Місракі пише музику для комедійного фільму Клода Гейманна «Любов по-американському».
У 1934 році в репертуар оркестру «Рей Вентура та однокурсники» (фр. Ray Ventura et ses Collégiens) увійшла пісня, що майже одразу стала класикою: «Все добре, пані Маркізо!» (фр. Tout va très bien madame la marquise; у російському перекладі — «Все хорошо, прекрасная маркиза!»), для якої Поль Місракі написав музику і вірші. «Маркіза» стала першим великим успіхом 26-річного музиканта, який згодом писав музику, а часто і тексти пісень, для шансоньє Шарля Трене, Моріса Шевальє, Саші Гітрі, Жаклін Франсуа, Іва Монтана, Анрі Сальвадора та багатьох інших. За підрахунками самого Місракі, за своє життя він написав 183 пісні.
У 1934 році Поль Місракі пише музику для третього фільму, в якому він представлений як кінокомпозитор, «Північ, площа Пігаль». У 1936 року вийшла його оперета «Нормандія», мала жвавий успіх у коміків Парижа. У період від 1936 по 1940 рік Поль Місракі пише музику ще до п'ятнадцяти кінофільмів. Під час Другої світової війни через своє єврейське походження, Місракі вимушений був залишити країну. Він емігрує до Південної Америки, а потім у Голлівуд, де намагається популяризувати французьку пісню. У 1942 році, в Ріо-де-Жанейро, Поль Місракі пише музику для сцен нової постановки «Не жартуй з коханням», яку у нього замовив Луї Жуве, що здійснював тоді поїздку Південною Америкою. Наступного року Поль Місракі створює музику для музичної комедії «Якби Єва була б одягненою», яка стала популярною в Аргентині, де вона була створена. У Аргентині Місракі пише музику для фільму Беніто Перохо «Стелла» (1943), і для комедійної постановки Луїса Саславського «Затемнення сонця». Знаходячись в Аргентині, Місракі продовжує співпрацю з кінорежисером Беніто Перохо, а також Альберто де Саваліа, Артуро Гарсія Бур і Хуліо Сарасені, та створює музику для чотирьох фільмів іспанського виробництва.
У 1945 році Поль Місракі повертається у Францію. У повоєнний період Місракі продовжував створювати композиції для вар'єте та оперети, і ще частіше його прізвище стало фігурувати в титрах кінофільмів. Серед них стрічка, що увійшла до історії кіно, «І Бог створив жінку» (1956) Роже Вадима, де під музику Місракі перед глядачами вперше з'явилася Бріжіт Бардо, та фільм-антиутопія Жана-Люка Годара «Альфавіль» (1965), що здобув Золотого ведмедя 15-го Берлінського міжнародного кінофестивалю (1965) та був високо оцінений американськими кінокритиками. Композитор працював з такими відомими кінорежисерами, як Клод Шаброль, Луїс Бунюель, Жан-Люк Годар, Ів Аллегре, Жан Деланнуа, Жан-П'єр Мельвіль та ін., створивши саундтреки до понад 130 кіно- та телефільмів.
Поль Місракі автор книг «Будинок мого батька» (написана спільно з Жаклін Шассанг в 1941 році), «Бруд на очах» (1955) та автобіографії.
Поль Місракі помер у Парижі 29 жовтня 1998 року у віці 90 років. Похований в цвинтарі Монпарнас.

## Фільмографія
- 1931 : Проносне для дитини / On purge bébé
- 1931 : Кохання по-американському / L'amour à l'américaine
- 1934 : Північ, площа Пігаль / Minuit… place Pigalle
- 1936 : Мутоне / Moutonnet
- 1936 : Все добре, мадам маркіза / Tout va très bien madame la marquise
- 1937 : Клодіна в школі / Claudine à l'école
- 1937 : Північна співачка / Le chanteur de minuit
- 1937 : Шері-Бібі / Chéri-Bibi
- 1938 : Повернення на зорі / Retour à l'aube
- 1938 : Прекрасна зірка / Belle étoile
- 1938 : Я була авантюристкою / J'étais une aventurière
- 1938 : Кніль Бубуль / Le prince Bouboule
- 1939 : Сім'я Дуратон / La famille Duraton
- 1939 : Паризькі вихори / Tourbillon de Paris
- 1940 : Биття серця / Battement de coeur
- 1943 : Затемнення сонця / Eclipse de sol
- 1943 : Стелла / Stella
- 1944 : Кінець ночі / El fin de la noche
- 1944 : Важливість бути злодієм / La importancia de ser ladrón
- 1946 : Ярмарок химер / La foire aux chimères
- 1947 : Любов, насолоди і органи / Amours, délices et orgues
- 1947 : Ти впевнений? / En êtes-vous bien sûr?
- 1947 : Різдво бідних / Navidad de los pobres
- 1948 : Мадемуазель забавляється / Si jeunesse savait…
- 1949 : Манон / Manon
- 1949 : Усі дороги ведуть в Рим / Tous les chemins mènent à Rome
- 1949 : Повернення до життя / Retour à la vie
- 1949 : Не жартуй з життям / On ne triche pas avec la vie
- 1950 : Ми вирушаємо в Париж / Nous irons à Paris
- 1950 : Маленька шоколадниця / La petite chocolatière
- 1950 : Немає жінкам пощади / Pas de pitié pour les femmes
- 1950 : Обранець мадам Юссон / Le rosier de Madame Husson
- 1950 : Пігаль-Сен-Жермен-де-Пре / Pigalle-Saint-Germain-des-Prés
- 1950 : Їм по двадцять років / Ils ont vingt ans
- 1951 : Нок / Knock
- 1951 : Судова ідентичність / Identité judiciaire
- 1951 : Брудні руки / Les mains sales
- 1951 : Дика дитина / Le garçon sauvage
- 1951 : Атол К / Atoll K
- 1951 : Історія кохання / Une histoire d'amour
- 1951 : Монте Карло / Nous irons à Monte Carlo
- 1951 : Дитя Монте-Карло / Monte Carlo Baby
- 1952 : Чоловік мого життя / L'homme de ma vie
- 1952 : Дамський цирульник / Coiffeur pour dames
- 1952 : Божевілля молодості / La jeune folle
- 1952 : Хвилина істини / La minute de vérité
- 1952 : Вона і я / Elle et moi
- 1952 : Нормандська діра / Le trou normand
- 1952 : Довгі зуби / Les dents longues
- 1953 : Зворотна сторона раю / L'envers du paradis
- 1953 : Дорога Наполеона / La route Napoléon
- 1953 : Гордії / Les orgueilleux
- 1953 : Жінки Парижа / Femmes de Paris
- 1954 : Життя хлопчика / Une vie de garçon
- 1954 : Муки / Tourments
- 1954 : Жінки, що гуляють / Les femmes s'en balancent
- 1954 : Мана / Obsession
- 1954 : Королева Марго / La Reine Margot
- 1954 : Нитка в лапі / Le fil à la patte
- 1954 : Алі Баба і 40 розбійників / Ali Baba et les 40 voleurs
- 1955 : Пересадка в Орлі / Escale à Orly
- 1955 : Вітрило долі / Fortune carrée
- 1955 : Оазис / Oasis
- 1955 : Містер Аркадін / Mr. Arkadin
- 1955 : Бродячі собаки без нашийників / Chiens perdus sans collier
- 1955 : Найкращі роки / La meilleure part
- 1956 : Кюре у жебраків / Mon curé chez les pauvres
- 1956 : Дамський кравець / Le couturier de ces dames
- 1956 : Гроза / Thunderstorm
- 1956 : Власниця Ліванського замку / La châtelaine du Liban
- 1956 : Смерть у цьому саду / La mort en ce jardin
- 1956 : Обриваючи пелюстки ромашки / En effeuillant la marguerite
- 1956 : І Бог створив жінку / Et Dieu… créa la femme
- 1956 : Під небом Провансу / Era di venerdì 17
- 1957 : Прекрасний Сенешаль / Sénéchal le magnifique
- 1957 : Бережіться, дівчатка! / Méfiez-vous, fillettes!
- 1957 : Пішки, верхи та на машині / À pied, à cheval et en voiture
- 1957 : Фанатики / Les fanatiques
- 1957 : Коли втручається жінка / Quand la femme s'en mêle
- 1958 : Мегре розставляє тенета / Maigret tend un piège
- 1958 : Монпарнас-19 / Les amants de Montparnasse
- 1958 : Дорогий, змусь мене боятися / Chéri, fais-moi peur
- 1958 : Пішки, верхи і на супутнику / À pied, à cheval et en spoutnik!
- 1958 : Без сім'ї / Sans famille
- 1958 : Дивна неділя / Un drôle de dimanche
- 1958 : Небезпечна гра / Les jeux dangereux
- 1959 : Слабкі жінки / Faibles femmes
- 1959 : Кузени / Les cousins
- 1959 : Жандарм з Шампіньйоля / Le gendarme de Champignol
- 1959 : Дорога школярів / Le chemin des écoliers
- 1959 : На подвійний поворот / À double tour
- 1959 : Лихоманка приходить в Ель-Пао / La fièvre monte à El Pao
- 1960 : Красуньки / Les bonnes femmes
- 1960 : Як же так! / Comment qu'elle est!
- 1960 : Француженка і кохання / La française et l'amour
- 1960 : Атаман / Le caïd
- 1961 : Три мушкетери / Les trois mousquetaires
- 1962 : Дамський угодник / Lemmy pour les dames
- 1962 : Шевальє де Пардайан / Le chevalier de Pardaillan
- 1962 : Стукач / Le doulos
- 1962 : Ми поїдемо в Довіль / Nous irons à Deauville
- 1963 : Що робить тебе… красунечкою / À toi de faire… mignonne
- 1963 : Джек і Дженні / Jack und Jenny
- 1963 : Вбивця знає музику / L'assassin connaît la musique…
- 1964 : Вперед, Пардайан! / Hardi Pardaillan!
- 1964 : Поцілунки / Les baisers
- 1964 : Огрядні люди, або Як понизити свою вагу без втрати апетиту / Les durs à cuire ou Comment supprimer son prochain sans perdre…
- 1965 : Мажордом / Le majordome
- 1965 : Альфавіль / Alphaville, une étrange aventure de Lemmy Caution
- 1966 : Карти на стіл / Cartes sur table
- 1967 : Семеро і стерво / Sept hommes et une garce
- 1968 : Рубель з двома решками / Le rouble à deux faces
- 1969 : Остання людина / Le dernier homme
- 1972 : Вбивство є вбивство / Un meurtre est un meurtre
- 1973 : Закриті віконниці / Les volets clos
- 1974 : Жульєтта і Жульєтта / Juliette et Juliette
- 1974 : Руку на відсікання / …la main à couper
- 1975 : Туалет був замкнений зсередини / Les vécés étaient fermés de l'intérieur
- 1975 : Міхур / La bulle
- 1976 : Посильний від «Максима» / Le chasseur de chez Maxim's
- 1977 : Маестро / Le maestro
- 1977 : Неминуча жертва / La Part du feu
- 1978 : Маленьке красиве село / Un si joli village…
- 1984 : Стрес / Stress
- 1993 : Правда навпроти / La vérité en face (т/ф)